# Арена Рига
Арена Рига (лет. Arēna Rīga) вишенаменска је арена у Риги, Летонија. Отворена је 2006. године и има капацитет за око 14.500 људи. Пре свега се користи за утакмице хокеја на леду и кошарке. Домаћи је терен локалном тиму Динамо Рига, који игра у Континенталној хокејашкој лиги, те Баронс ЛМТ, који се такмичи у Балтичкој лиги. Дана 6. октобра 2010. у овој арени Динамо је са Финикс којотсима одиграо један од КХЛ-НХЛ мечева. Заједно са Сконто ареном, арена Рига је делила организацију Светског првенства у хокеју на леду 2006.